# Ла Унион (Чиле)
Ла Унион (шп. La Unión) је општина у Чилеу. По подацима са пописа из 2002. године број становника у месту је био 25.615.

## Демографија
| 2002.  |
| ------ |
| 25,615 |